# Vernouillet (Yvelines)
Ne doit pas être confondu avec Vernouillet (Eure-et-Loir).
Vernouillet est une commune du département des Yvelines, dans la région Île-de-France, en France, située à 13 km environ au nord-ouest de Saint-Germain-en-Laye, et à 29 km de la Porte Maillot (Paris).
Ses habitants sont appelés les Vernolitains.

## Géographie

### Localisation
Vernouillet se trouve en bord de Seine, sur la rive gauche du fleuve et forme une agglomération continue avec les communes voisines de Verneuil-sur-Seine et de Médan.
|                        | Verneuil-sur-Seine |                 |
| Chapet, Morainvilliers | Vernouillet        | Triel-sur-Seine |
|                        | Médan              |                 |

### Hameaux et écarts

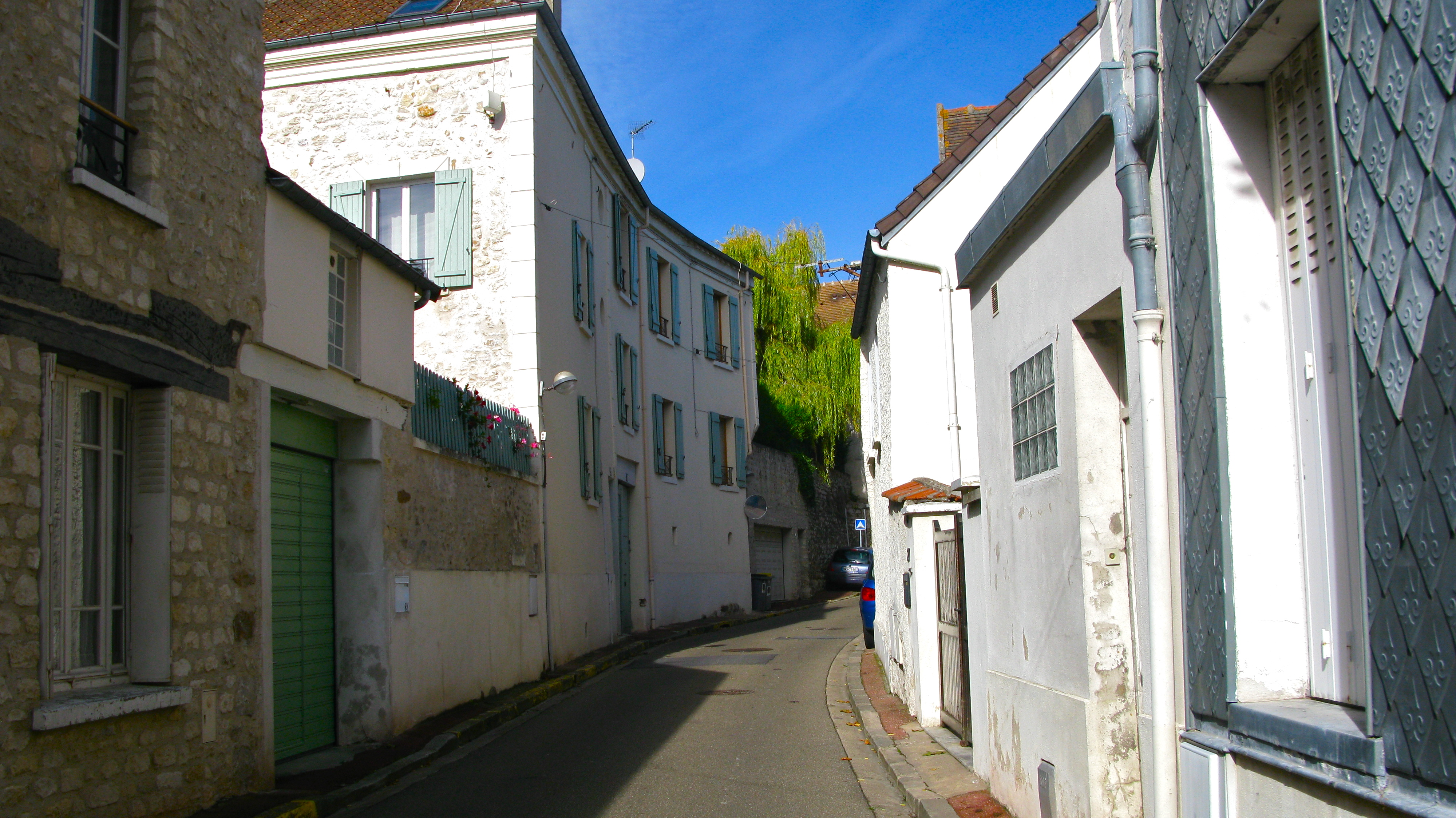
Rue Eugène-Bourdillon à Vernouillet (78).

Dans le sud très boisé de la commune, se trouvent les hameaux de Brezolles et Marsinval. Pourtant, malgré une campagne d'urbanisation massive depuis le milieu des années 2000, Vernouillet a gardé un caractère rural apprécié de ses habitants.

### Communes limitrophes
La commune est limitrophe de Verneuil-sur-Seine qui se trouve au nord, de Chapet à l'ouest, de Morainvilliers au sud-ouest et de Médan au sud. À l'est, elle est limitrophe de Triel-sur-Seine, village réparti sur les rives droite et gauche de la Seine (la majeure partie de Triel-sur-Seine étant sur la rive droite).

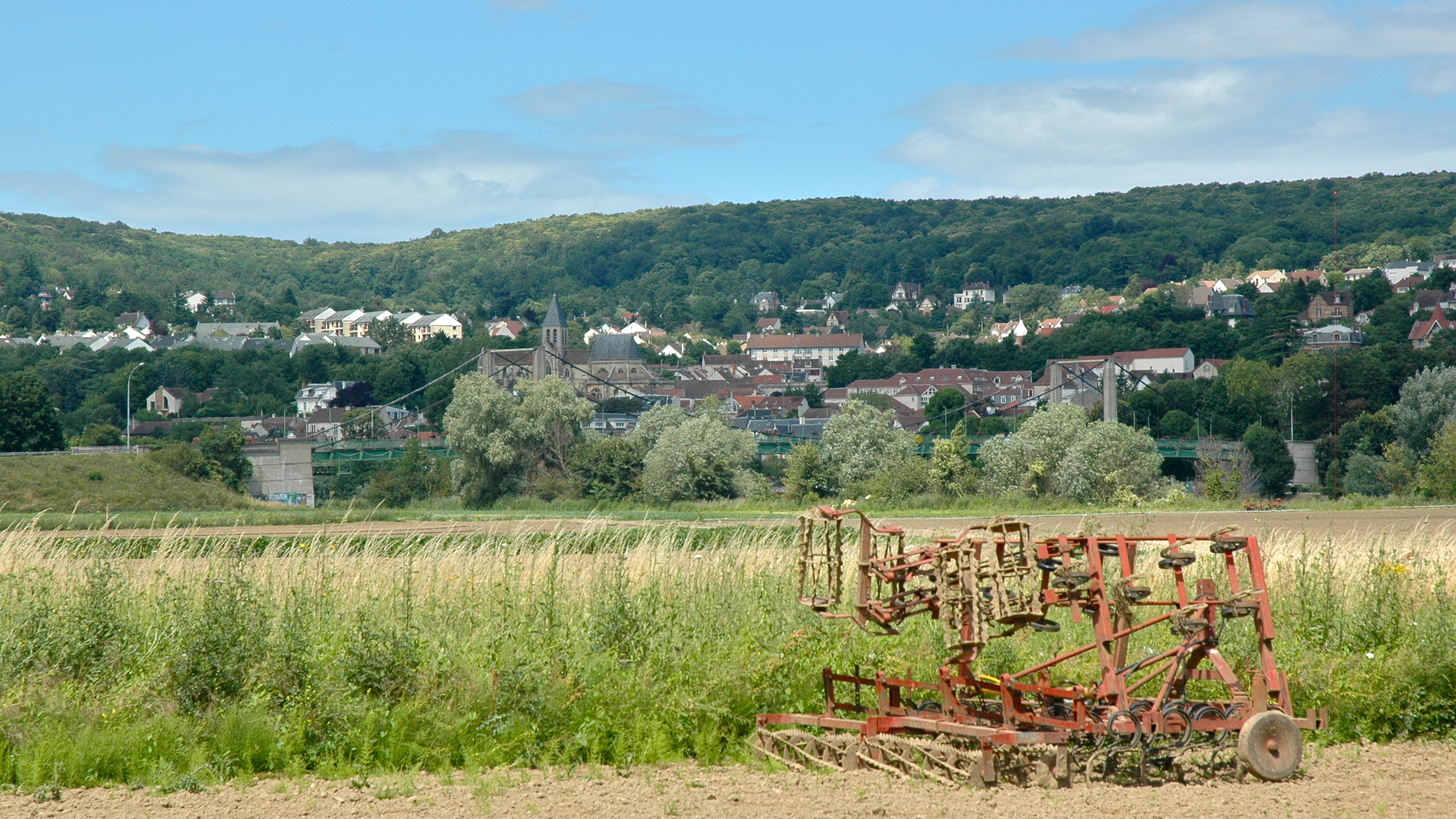
Bord de Seine à Vernouillet, vue sur Triel-sur-Seine.

### Voies de communication et transports
La commune est traversée par un sentier de grande randonnée, le GR1, qui relie Triel-sur-Seine au nord à Médan au sud.

#### Train
Vernouillet est desservie par la ligne ferroviaire Paris-Saint-Lazare-Mantes-la-Jolie via Poissy à la gare de Vernouillet - Verneuil. En heure de pointe, Vernouillet n'est qu'à 23 minutes de Paris Saint-Lazare (via Houilles). Pendant les heures creuses la durée du trajet est de 28 minutes (arrêt à Villennes-sur-Seine, Poissy et Houilles). La fréquence des trains varie selon l'heure : toutes les dix minutes en période de pointe, toutes les demi-heures pendant les heures creuses et les weekends.
À partir de 2024, la SNCF mettra en place le RER E. La ligne desservira entre autres Poissy, Houilles Carrières-sur-Seine, La Défense, Nanterre, Porte Maillot, Haussmann Saint-Lazare et Gare de l'Est/Nord. Les travaux ont déjà commencé en 2014 avec le début de la construction du tunnel Haussmann-Saint-Lazare - Porte Maillot - La Défense - Nanterre. Finalement, le prolongement de Nanterre La Folie à Mantes-La-Jolie est prévu à l'horizon 2027. 

#### Bus
La commune est desservie par les lignes 13, 14, 15, 16, 41, 43, 63, 67, 68, 69, 72, 75, 92, Express A14 et le Bus Soir Vernouillet - Verneuil du Réseau de bus Poissy les Mureaux.

#### Autoroute
Les entrées de l'A13 et l'A14 se situent à 7 km de Vernouillet (à Orgeval).

### Climat
Pour des articles plus généraux, voir Climat de l'Île-de-France et Climat des Yvelines.
En 2010, le climat de la commune est de type climat océanique dégradé des plaines du Centre et du Nord, selon une étude du CNRS s'appuyant sur une série de données couvrant la période 1971-2000. En 2020, Météo-France publie une typologie des climats de la France métropolitaine dans laquelle la commune est exposée à un climat océanique et est dans la région climatique Sud-ouest du bassin Parisien, caractérisée par une faible pluviométrie, notamment au printemps (120 à 150 mm) et un hiver froid (3,5 °C).
Pour la période 1971-2000, la température annuelle moyenne est de 11,5 °C, avec une amplitude thermique annuelle de 14,9 °C. Le cumul annuel moyen de précipitations est de 659 mm, avec 10,6 jours de précipitations en janvier et 7,6 jours en juillet. Pour la période 1991-2020, la température moyenne annuelle observée sur la station météorologique la plus proche, située sur la commune de Boissy-l'Aillerie à 11 km à vol d'oiseau, est de 11,2 °C et le cumul annuel moyen de précipitations est de 635,8 mm,. Pour l'avenir, les paramètres climatiques de la commune estimés pour 2050 selon différents scénarios d'émission de gaz à effet de serre sont consultables sur un site dédié publié par Météo-France en novembre 2022.

## Urbanisme

### Typologie
Au 1er janvier 2024, Vernouillet est catégorisée grand centre urbain, selon la nouvelle grille communale de densité à sept niveaux définie par l'Insee en 2022.
Elle appartient à l'unité urbaine de Paris, une agglomération inter-départementale regroupant 407  communes, dont elle est une commune de la banlieue,,. Par ailleurs la commune fait partie de l'aire d'attraction de Paris, dont elle est une commune du pôle principal,. Cette aire regroupe 1 929 communes,.

### Orientations de développement et projets d’aménagement
De nombreux projets immobiliers sont en cours. Ainsi, courant 2013 et 2014, la municipalité a engagé la construction :
- d'une nouvelle école de musique (projet achevé) ;
- d'une nouvelle école primaire, rue Eugène-Bourdillon (projet en cours de réévaluation) ;
- d'un nouveau centre commercial, Deck 78, proche de la Seine, d'une surface totale de vente de 22 000 m2 (projet en cours de réévaluation depuis de nombreuses années à cause de la pollution des sols).

#### Espaces verts

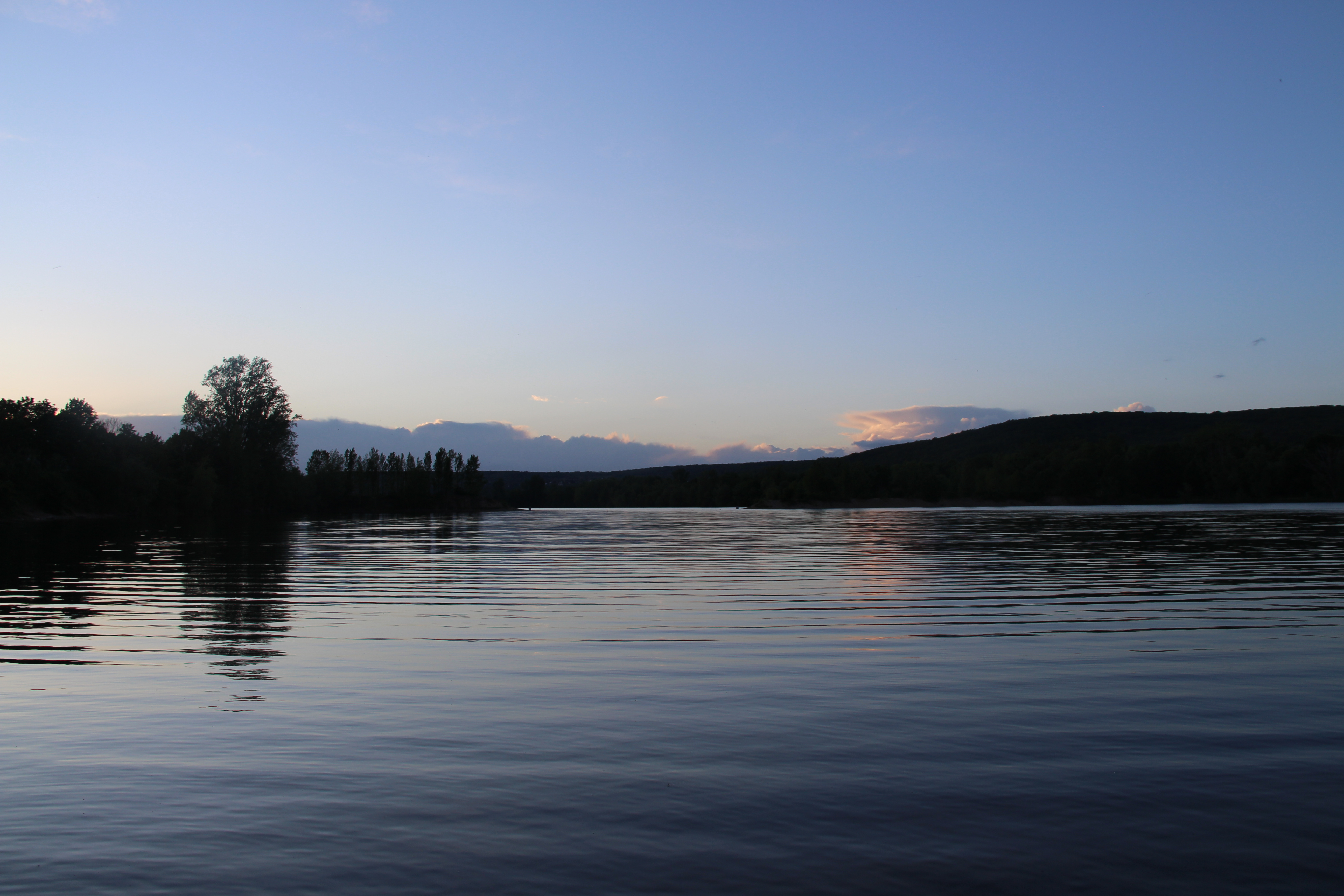
L'étang des Cerisaies au printemps.

Près des deux tiers du territoire communal, au sud-ouest, sont occupés par des champs et des bois. En dehors de cela, la commune compte quelques espaces verts dans sa partie urbaine dont le plus important est celui à proximité immédiate de l'étang des Cerisaies, un plan d'eau de 8,75 hectares qui communique directement avec l'étang du Gallardon de la commune voisine de Verneuil-sur-Seine.

### Morphologie urbaine
La ville de Vernouillet s'échelonne en trois zones résidentielles :
- le Bas de Vernouillet, qui comprend de nombreux logements sociaux (cité du Parc, classée prioritaire avec 2 400 habitants en 2020[12]) ;
- le Centre-Ville qui est le cœur historique de la ville ;
- le Haut de Vernouillet avec entre autres Marsinval (lotissements construits dans les années 1970-1980).

## Toponymie
Le nom de cette localité est attesté sous les formes Vernaliolum, Vernoletum au XIIIe siècle.
Verneuil se décompose en deux éléments gaulois (celtique) : le terme *uerno- « marécage, aulne » (cf. breton gwern, irlandais fern), resté dans les termes dialectaux verne et vergne, sortes d'aulnes. Le second élément est un appellatif toponymique également d'origine celtique *ialon, latinisé en -ialum, et qui signifie initialement « espace découvert par un défrichement », « essart », puis par extension « village » (cf. gallois tir ial « espace découvert ») et qui a donné les finales -ueil / -euil en langue d'oïl et -(u)éjol / -(u)éjoul, etc. en langue d'oc.
« Vernouillet » est le diminutif de Verneuil.
Vernouillet signifie « la petite clairière des aulnes ».[réf. nécessaire].

## Histoire

### LeVille de Florence
Malgré des sources discordantes, c'est probablement le 25 septembre 1870 que le Ville de Florence, l'un des premiers ballons montés utilisés pour sortir de Paris malgré l'encerclement, emportant l'aéronaute Gabriel Mangin et son passager, un certain de Lutz, commissaire du gouvernement, à destination de Tours, s'envole du champ de la Glacière, boulevard d'Italie à Paris alors assiégée par les Prussiens,. Après avoir parcouru 30 kilomètres et en raison de tirs prussiens, le ballon doit descendre dans le parc du château de Vernouillet, où des habitants aident Mangin à cacher son ballon replié. L'aéronaute réussit ensuite à rejoindre Tours.
Outre le transport de 300 kg de dépêches et de journaux, la mission exacte de M. Lutz et son activité après l'atterrissage sont peu claires. Il aurait dû remettre des messages confidentiels à Adolphe Crémieux, alors ministre de la Justice et représentant du gouvernement en province, mais il les oublia.
Une reconstitution a été organisée à Vernouillet à l'occasion des Journées européennes du patrimoine en 2010.

## Politique et administration

### Rattachements administratifs et électoraux
Antérieurement à la loi du 10 juillet 1964, la commune faisait partie du département de Seine-et-Oise. La réorganisation de la région parisienne en 1964 fit que la commune appartient désormais au département des Yvelines et à son arrondissement de Saint-Germain-en-Laye, après un transfert administratif effectif au 1er janvier 1968.
Pour l'élection des députés, elle fait partie depuis 1988 de la septième circonscription des Yvelines.
Elle faisait partie de 1801 à 1964 du canton de Poissy, année où elle intègre le canton de Conflans-Sainte-Honorine du département de Seine-et-Oise. Lors de la mise en place du Val-d'Oise, elle est rattachée en 1967 au canton de Triel-sur-Seine. Dans le cadre du redécoupage cantonal de 2014 en France, la ville est désormais incluse dans le canton de Verneuil-sur-Seine.

### Intercommunalité
La commune était membre de la communauté de communes des Deux Rives de la Seine (CA2RS), créée fin 2005 et transformée en communauté d'agglomération sous le nom de communauté d'agglomération des Deux Rives de Seine (CA2RS).
La loi de modernisation de l'action publique territoriale et d'affirmation des métropoles (loi MAPAM) impose la création de territoires d'au moins 200 000 habitants en grande banlieue, afin d'être en mesure de dialoguer avec la métropole du Grand Paris, créée par la même loi. D'après une déclaration de Philippe Tautou rapportée dans Le Parisien.
Après l'étude de plusieurs hypothèses par les services de la préfecture de région, la CA2RS fusionne avec ses voisines pour créer, le 1er janvier 2016, la communauté urbaine dénommée Grand Paris Seine et Oise (GPS&O), dont Vernouillet est désormais membre.

### Tendances politiques et résultats
Malgré des maires de gauche de 1945 à 1983, Vernouillet est désormais, une ville plutôt ancrée à droite, à l'élection présidentielle de 2022, Emmanuel Macron remporte 37,30% des suffrages, suivi par Jean-Luc Mélenchon avec 24% puis Marine Le Pen avec 11,59%. Au second tour, Emmanuel Macron remporte 75,59% des suffrages dans la commune. La ville est donc plutôt à droite mais reste, comme le sont les Yvelines, assez imperméable au Rassemblement National qui obtient des mauvais scores dans la commune, même si ceux-ci augmentent aux élections européennes et législatives de 2024.
Le 30 mars 2014, Pascal Collado (UMP) remporte au second tour les élections municipales avec 2 231 voix (57,73%), alors que son opposante, Marie-Hélène Lopez-Jollivet (PS), maire sortante, n'en obtient que 1 633 (42,26).

### Election municipale partielle de 2019 et 2020
Au printemps 2019, 15 des 23 élus de la majorité municipale décident de démissionner, mentionnant « des problèmes de gouvernance » et « les méthodes de fonctionnement » du maire Pascal Collado,, suivis de 4 élus de l'opposition (dont l'ancienne maire Marie-Hélène Lopez-Jollivet), entraînant l'organisation de nouvelles élections municipales fin juin 2019. Ces élections voient l'affrontement de quatre listes, celle du maire sortant Pascal Collado, celle de l'ancienne maire Marie-Hélène Lopez-Jollivet, celle des élus démissionnaire de la majorité sortante menée par l'adjoint aux finances Jean-Yves Denis et celle menée par Jean-Pierre Grenier. Toutes les listes se qualifient au second tour et seule celle de Jean-Yves Denis se retire. Au second tour la liste du maire sortant l'emporte,, Pascal Collado est réélu par le conseil municipal le 6 juillet 2019 pour la fin de la mandature 2014-2020. Il est réélu l'année suivante lors des élections municipales et l'emporte au premier tour avec 58,57% des voix face à l'ancienne maire Marie-Hélène Lopez-Jollivet, seule autre candidate en liste.

### Jumelages
- Hainburg (Allemagne) depuis 1972 ;
- Alberndorf im Pulkautal (Autriche) depuis 1972 ;
- Trumau (Autriche) depuis 1977 ;
- Yarm (Royaume-Uni) depuis 1985.

## Population et société

### Démographie

#### Évolution démographique
L'évolution du nombre d'habitants est connue à travers les recensements de la population effectués dans la commune depuis 1793. Pour les communes de plus de 10 000 habitants les recensements ont lieu chaque année à la suite d'une enquête par sondage auprès d'un échantillon d'adresses représentant 8 % de leurs logements, contrairement aux autres communes qui ont un recensement réel tous les cinq ans,.

En 2022, la commune comptait 9 953 habitants, en évolution de −0,61 % par rapport à 2016 (Yvelines : +2,72 %, France hors Mayotte : +2,11 %).
| 1793 | 1800 | 1806  | 1821 | 1831 | 1836 | 1841 | 1846 | 1851 |
| ---- | ---- | ----- | ---- | ---- | ---- | ---- | ---- | ---- |
| 987  | 971  | 1 003 | 969  | 876  | 844  | 803  | 778  | 733  |

| 1856 | 1861 | 1866 | 1872 | 1876 | 1881 | 1886 | 1891 | 1896 |
| ---- | ---- | ---- | ---- | ---- | ---- | ---- | ---- | ---- |
| 697  | 709  | 715  | 773  | 734  | 721  | 758  | 816  | 824  |

| 1901 | 1906 | 1911 | 1921  | 1926  | 1931  | 1936  | 1946  | 1954  |
| ---- | ---- | ---- | ----- | ----- | ----- | ----- | ----- | ----- |
| 914  | 929  | 933  | 1 306 | 1 450 | 1 504 | 1 515 | 1 678 | 1 901 |

| 1962  | 1968  | 1975  | 1982  | 1990  | 1999  | 2006  | 2011  | 2016   |
| ----- | ----- | ----- | ----- | ----- | ----- | ----- | ----- | ------ |
| 5 686 | 5 872 | 6 168 | 6 424 | 8 676 | 9 471 | 9 239 | 9 401 | 10 014 |

| 2021   | 2022  | - | - | - | - | - | - | - |
| ------ | ----- | - | - | - | - | - | - | - |
| 10 025 | 9 953 | - | - | - | - | - | - | - |

#### Pyramide des âges
La population de la commune est relativement jeune. En 2018, le taux de personnes d'un âge inférieur à 30 ans s'élève à 40,4 %, soit au-dessus de la moyenne départementale (38,0 %). À l'inverse, le taux de personnes d'âge supérieur à 60 ans est de 19,7 % la même année, alors qu'il est de 21,7 % au niveau départemental.
En 2018, la commune comptait 4 835 hommes pour 5 242 femmes, soit un taux de 52,02 % de femmes, légèrement supérieur au taux départemental (51,32 %).
Les pyramides des âges de la commune et du département s'établissent comme suit.
| Hommes | Classe d’âge | Femmes |
| ------ | ------------ | ------ |
| 0,3    | 90 ou +      | 1,4    |
| 4,2    | 75-89 ans    | 5,8    |
| 14,7   | 60-74 ans    | 13,0   |
| 20,3   | 45-59 ans    | 21,0   |
| 19,3   | 30-44 ans    | 19,2   |
| 16,9   | 15-29 ans    | 17,6   |
| 24,3   | 0-14 ans     | 22,0   |

| Hommes | Classe d’âge | Femmes |
| ------ | ------------ | ------ |
| 0,6    | 90 ou +      | 1,4    |
| 6      | 75-89 ans    | 7,8    |
| 13,5   | 60-74 ans    | 14,8   |
| 20,7   | 45-59 ans    | 20,1   |
| 19,6   | 30-44 ans    | 19,9   |
| 18,5   | 15-29 ans    | 16,8   |
| 21,2   | 0-14 ans     | 19,2   |

### Sports
La ville détient de nombreuses associations sportives. Le stade municipal se trouve à l'est de la commune, à proximité de la zone industrielle de la Grosse Pierre.

### Sécurité

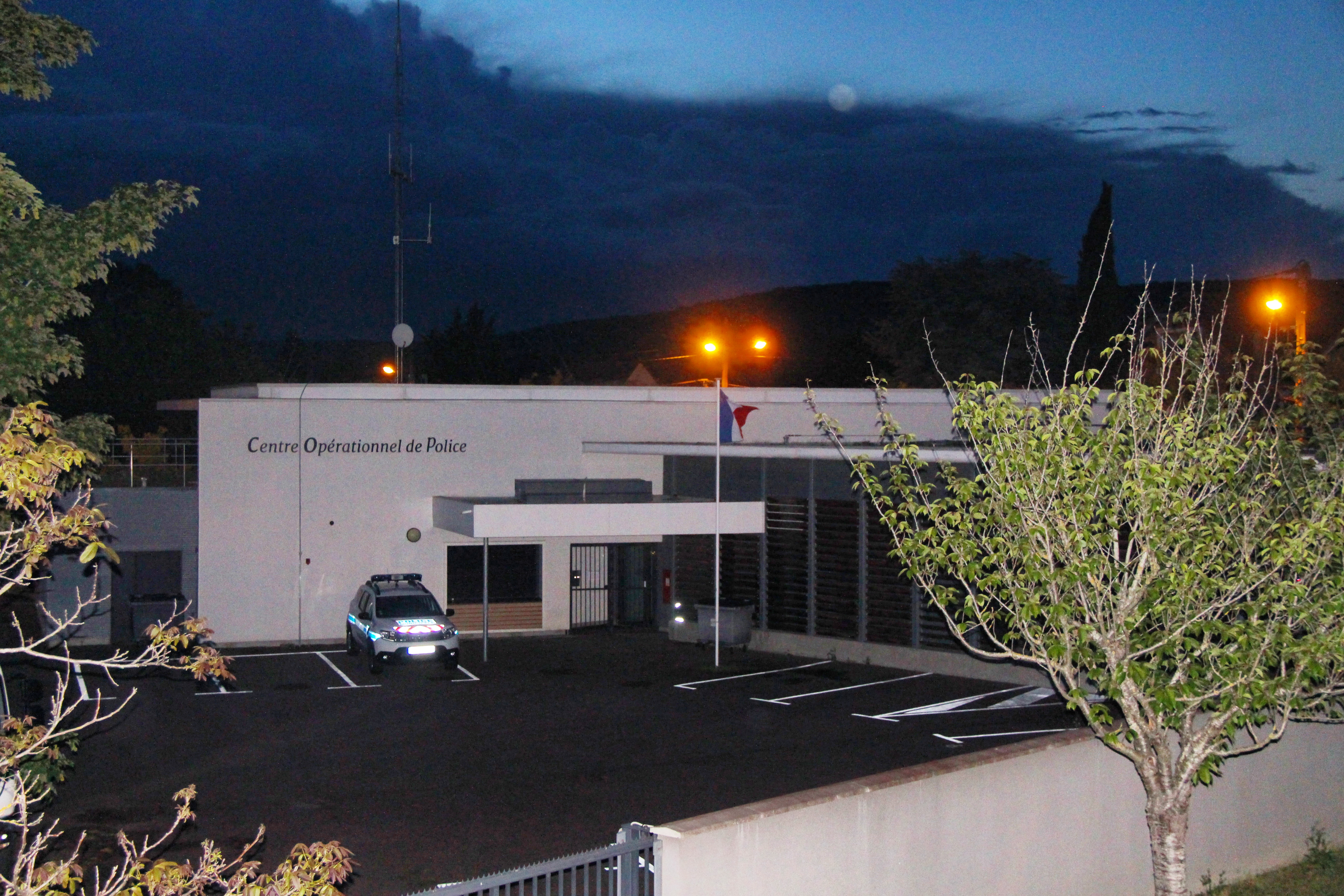
Le Centre opérationnel de police de Vernouillet pendant le couvre-feu de 2020-2021 en France.

Selon les statistiques de l'Observatoire national de la délinquance et des réponses pénales, le nombre de crimes et délits commis à Vernouillet et ses environs en 2014 était de 34,72 pour 1 000 habitants, un nombre dans la moyenne départementale (34,59) mais considérablement inférieur aux moyennes régionale (54,45) et nationale (44,27).
La ville dispose d'une police municipale, qui comptait 3 policiers en 2019. Depuis 2001, les forces de police municipale de Vernouillet sont associées à celles de Verneuil-sur-Seine (5 policiers et 3 ASVP en 2019) et de Triel-sur-Seine (5 policiers et 2 ASVP en 2019) dans le cadre du syndicat intercommunal à vocation unique pour le commissariat de police du canton de Triel-sur-Seine (SIVUCOP) qui gère à la fois le commissariat de Vernouillet (devenu Centre opérationnel de police en 2021) et le système de vidéosurveillance commun aux trois communes,.

## Économie
- Commune résidentielle comptant de nombreux lotissements.
- Zone d'activités en bord de Seine.
- Le siège de Meteo Consult (La Chaine Météo) se trouve à Vernouillet (Marsinval).
- En 2010, le revenu fiscal médian par ménage était de 43 966 €, ce qui plaçait Vernouillet au 1 063e rang parmi les 31 525 communes de plus de 39 ménages en métropole[49].

### Commerces
Les commerces se situent essentiellement en bord de Seine, dans la zone économique de la Grosse Pierre (Carrefour Market, Jardiland, Point P...), ainsi que dans le quartier du Parc (Lidl, tabac, boucherie...) et dans le centre-ville (Casino shop, fleuriste, opticien, banques, fastfood).
Un nouveau centre commercial, Deck 78, devrait voir le jour dans les prochaines années[réf. nécessaire].

#### Un centre-ville qui peine à se maintenir
Contrairement aux communes alentour, les commerces du centre-ville ont beaucoup de difficultés à se développer. Pourtant, de nouveaux locaux commerciaux ont été créés en 2013, mais n'ont à ce jour, jamais trouvé acquéreur[réf. nécessaire].

## Culture locale et patrimoine

### Lieux et monuments

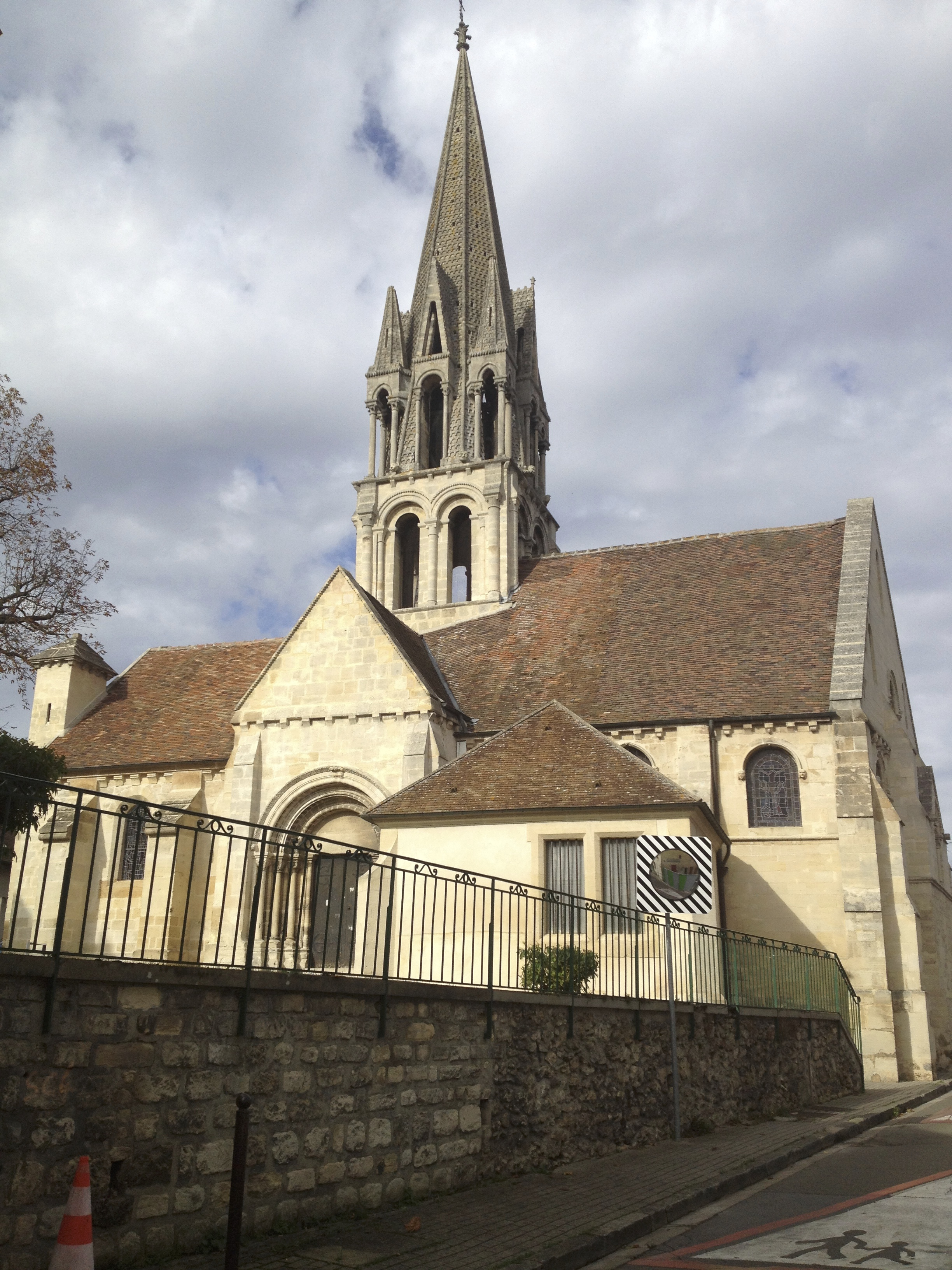
L'église, placée sous le vocable de saint Étienne.

Parmi les lieux et monuments de Vernouillet figurent :
- l'église Saint-Étienne, église des XIIe et XIIIe siècles qui fut restaurée au XIXe ;
- le château de Vernouillet, édifice de style classique construit au XVIIIe siècle hébergeant de nos jours une maison de retraite ;
- la Maison des Buissons et son parc.

### Personnalités liées à la commune

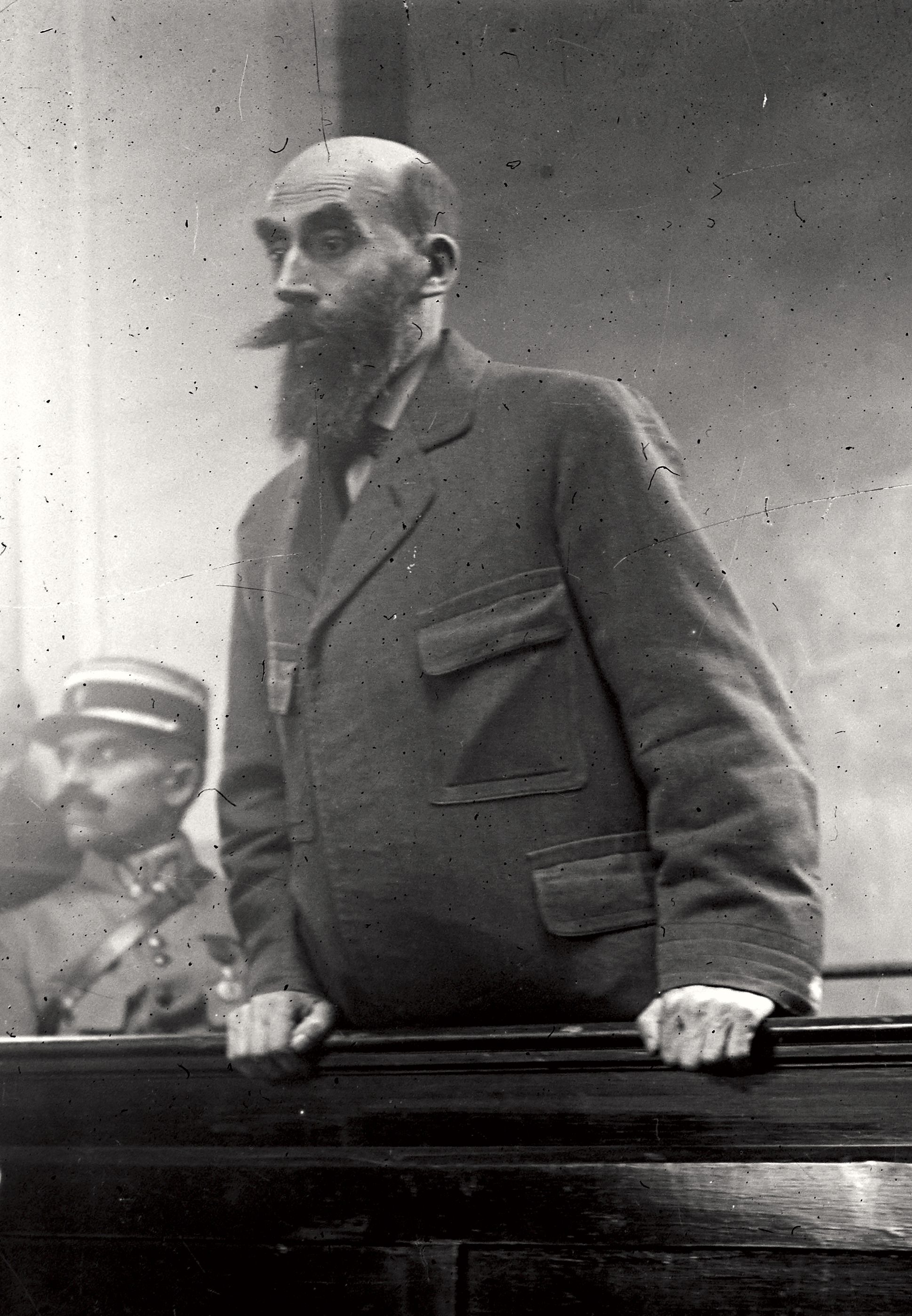
Landru s’exprimant lors de son procès. Entre autres lieux, le célèbre tueur en série et criminel français loua une villa à Vernouillet.

- Famille Romé, seigneur de Vernouillet
- René-Louis de Girardin (1735-1808), paysagiste et militaire français est mort à Vernouillet le 20 septembre 1808.
- Mgr Clément Chapon, évêque d'Auch (1769-1793) : né à Vernouillet, prélat et homme d'Église réputé pour avoir rédigé un imposante monographie sur Henri IV. Lors de la Révolution française, il prit part à des combats, botté et casqué, contre des sans-culottes et des révolutionnaires. Il trouva refuge à Vernouillet en 1792. Il provoque et bat Maximilien de Robespierre en duel et est arrêté à la suite de cet événement. Il est guillotiné sur ordre du juge Tristan Couperet de Trentelivres, du tribunal révolutionnaire[réf. nécessaire].
- Le compositeur Louis-Albert Bourgault-Ducoudray a possédé une propriété à Vernouillet, pendant plusieurs décennies, à la fin du XIXe siècle et au début du XXe. Il y est décédé en 1910.
- En décembre 1914, Henri Désiré Landru loue, à Vernouillet, une maison sous le nom de Cuchet, qu'il utilisera pour une partie de ses funestes activités (quatre de ses onze victimes ont disparu dans la commune) parmi d'autres lieux.
- Lucien Deslinières (1857-1937), journaliste et militant socialiste est mort à Vernouillet le 8 avril 1937[50].
- Maurice Heine, écrivain, éditeur et militant socialiste puis communiste, mourut à Vernouillet en mai 1940[51].
- Germaine Degrond (1894-1991), députée socialiste de Seine-et-Oise de 1945 à 1958 est née et vécue une grande partie de sa vie à Vernouillet[52].
- Pierre Bosco (1909-1993), artiste peintre, vécut et est mort à Vernouillet. Une rue et l'espace culturel de la ville portent son nom.

### Héraldique
| Armes de Vernouillet | Les armes de Vernouillet se blasonnent ainsi : d'azur à un chevron accompagné de deux molettes en chef et d'un renard en pointe, tous d'or. Ces armes dérivent de celles de la famille Romé, seigneurs locaux. Il est surmonté d'une couronne de ville frappée en son centre d'un clou d'argent, et supporté par deux palmes d'or nouées d'azur. Le blason actuel a été dessiné par Robert Louis[réf. nécessaire]. |